# Орхомен
Орхомен (грец. Ορχομενός) — місто в Греції, в номі Беотія, область Центральна Греція, розташований у долині при впадінні річки Кефісс у Копаїдське озеро.
Також один з найпотужніших та найбагатших давньогрецьких полісів, іменований Орхоменом Мінійським за назвою племені мінійців, які мешкали на цій території ще до приходу греків, або за іменем царя Мінія, гробниця якого була відкрита Генріхом Шліманом.

## Історія
Давнє поселення на місці Орхомена існувало з часів неоліту. До мікенської періоду відносяться палац і відкрита Генріхом Шліманом царська гробниця, датована близько 2000 до н. е., яку грецька традиція приписує царя Мінію, а також скарбниця царя Мінія, побудована під землею — кругла будівля, схожа на мікенську скарбницю. Крім того тут були знайдені могила Гесіода, храми Діоніса та харит, Одеон. В Орхомені високого розвитку досягло музичне мистецтво гри на лірі та флейті. Тут влаштовували свята на честь харит, на які прибувало багато люду.
У цей період Орхомен Мінійський володів майже всією Західною Беотію з містами Коронією, Галіартом, Лівадією, Херонеєю, до Фів та Копаїдського озера. Фіви навіть сплачували данину Орхомену.
Орхомен брав участь у Троянській війні, надіславши під стіни Трої 300 кораблів. Однак після Троянської війни до 6 століття до н. е. Фівам вдалося відібрати у Орхомена міста, що належали йому, і змусити його вступити у Беотійський союз під зверхністю Фів. У Коринфській війні Орхомен виступав на боці Спарти і близько 364 до н. е. був зруйнований фіванцями, а сотні орхоменців продані у рабство. З 353 до н. е. почав відновлюватися фокейцями. За македонських царів Філіппа II і Александра посилився, але колишнього значення вже не мав. 85 до н. е. відбулась Битва при Орхомені, в результаті якої армія Сулли розбила військо Мітрідата.

## Орхоменці
- Міній
- Кипарис
- Ергін
- Агамед
- Трофоній
- Амфіон